# Erannis quadristrigaria
Erannis quadristrigaria là một loài bướm đêm trong họ Geometridae.